# Модни часопис
Модни часопис је врста магазина, који се издаје једном месечно, и који прати модне трендове широм света, критикује модне ревије и уопште рекламира производе везане за свет високе моде.

## Историја
Мода је увек играла велику улогу у развоју сваког друштва и представљала класни статус. У средњем веку тадашње Француске, ципеле на штиклу су биле знак да особа која их носи припада аристократским круговима. Та врста класне припадности кад је реч о моди се може видети и данас. Скупоцени крзнени капути и кожне ташне су симболи богатсва и високе моде, финансијски недоступне средњим и нижим класама. Креатори на дворовима широм Европе су шили и правили одећу по личним захтевима чланова аристократских кругова. Како је жеља за лепшим, шаренијим и новијим расла, растао је и број креатора и годишња производња. Мода се преносила средњовековном Европом преко граница путем брачних уговора краљевских породица и преко трговаца. Међутим, било је тешко дочарати разноврсне тканине, боје, и креације једног дела Европе људима на другом крају континента. Тада се појавила идеја летака које би сликама показивале шта је у моди у Паризу становницима Будимпеште. Верује се да је први модни часопис објављен око 1586. године у Франкфурту. Ти ”модни часописи“ су били обични једнострани леци са црно-белом илустрацијом хаљина или ципела. Средином XVIII века, почела је штампа модних часописа, у којим су биле обојене илустрације хаљина, шешира, ципела, јахачке одеће, итд. Оваква врста часописа је објављивана све до краја 20-их година XX века, када се развила фотографија, која је омогућила сликање лутки са модним креацијама.
Са развојем фотографије у боји, модни часописи постају све шаренији и естетски привлачнији. Сваке године, у почетку током летње и зимске сезоне, а касније током сва четири годишња доба, креатори и дизајнери представљају своје најновије креације у модним часописама, који током 60-их и 70-их година, постају мејнстрим публикације. Како модни часописи постају све присутнији и читанији, у тој мери се шири и спектар тема које се могу наћи у модном часопису, као и велики број спонзора и реклама. Теме могу да варирају од високе моде до најновије шминке, парфема и модног бон-тона.

## Модни часописи
Светски модни часописи се објављују у многим државама на различитим језицима. Тако на пример, часопис Еле (на Француском Elle што у преводу значи Она) се објављује у преко педесет земаља на педесет различитих језика. Следи листа појединих модних часописа намењених женској публици:
- Cosmopolitan
- Curve
- ELLE
- Essence
- Ettelaat-e Banuvan (magazine), (Иран)
- Femina (Индонезија)
- Femina (Индија)
- Flare
- Girlfriends magazine
- Glamour
- GRAZIA
- Harper's Bazaar
- Helm Magazine
- In Style
- In Touch Weekly
- Jane
- Life and Style
- Lucky
- Lucire
- Marie Claire
- VIVmag
- Vogue
- W
- XM West Magazine

## Фото-модели
Познати женски фотом-одели:
- Синди Крофорд
- Наоми Кембел
- Ева Херцигова
- Жизел Биндшен
- Адријана Лима
- Алесандра Амброзио
- Миранда Кер
- Тајра Бенкс
- Хајди Клум
- Каролина Куркова
- Селита Ебанкс
- Изабел Гуларт
- Кендис Свонепул
- Роузи Хантингтон-Вајтли